# Birgit Weyhe

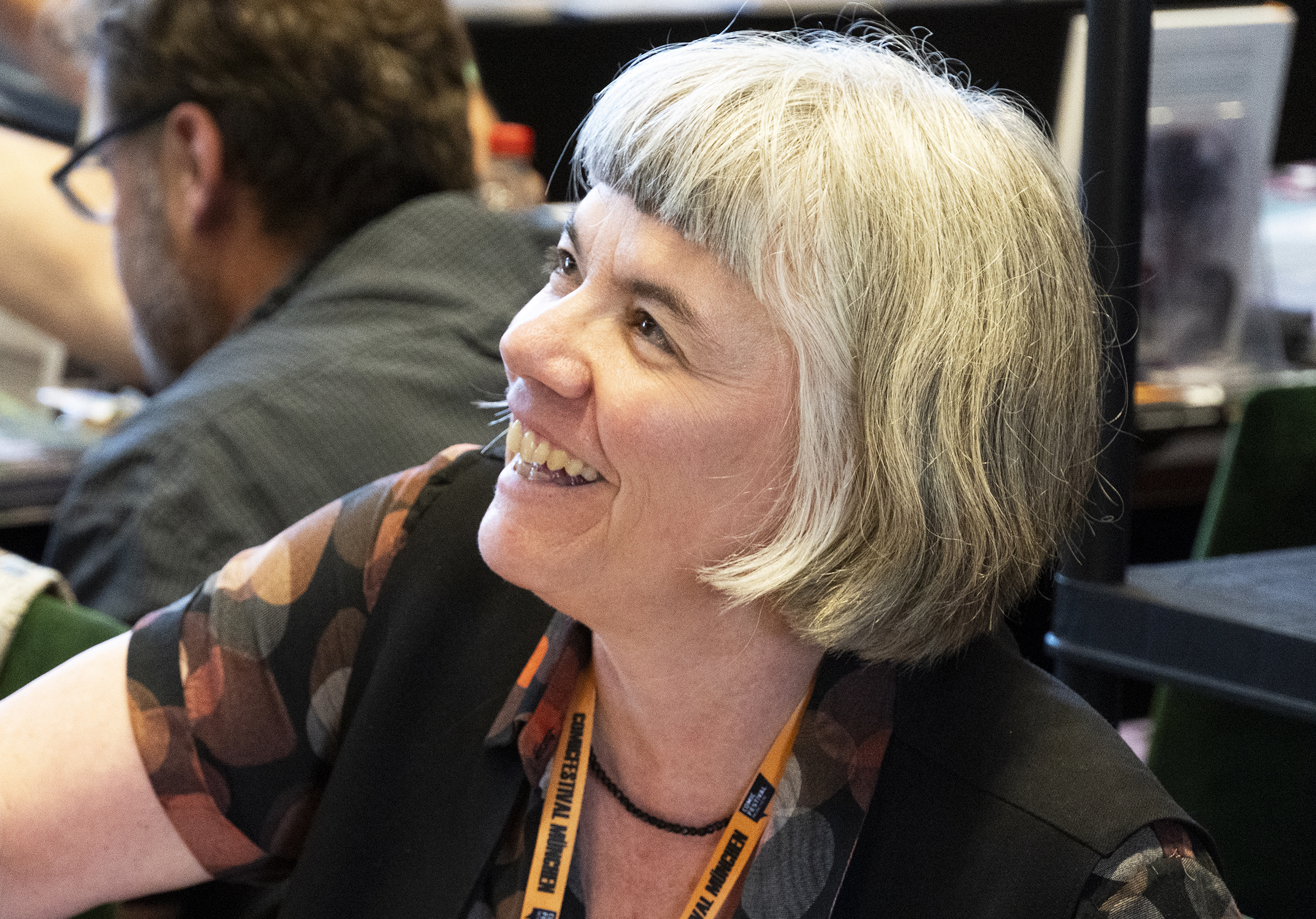
Birgit Weyhe auf dem Comicfestival München 2025

 Birgit Weyhe  (* 1969 in München) ist eine deutsche Comiczeichnerin, Illustratorin und Autorin von Graphic Novels.

## Leben
Birgit Weyhe wurde in München geboren und verbrachte ihre Kindheit und Jugend in den ostafrikanischen Ländern Uganda und Kenia. Nach dem Abitur kehrte sie mit 19 Jahren nach Deutschland zurück und absolvierte ein Magisterstudium in Deutscher Literaturwissenschaft und Geschichte in Konstanz  und Hamburg. In den Jahren 2002 bis 2008 folgte ein Zusatzstudium des Fachs Illustration bei Anke Feuchtenberger an der Hochschule für Angewandte Wissenschaften Hamburg (HAW), das sie mit einem Diplom abschloss.

Birgit Weyhe lebt und arbeitet seit vielen Jahren in ihrer Wahlheimat Hamburg-Altona. In Hamburg ist sie auch als Lehrbeauftragte im Department Design an der Hochschule für Angewandte Wissenschaften tätig.
In ihren teils autobiografischen Arbeiten verbindet Birgit Weyhe den Stil der europäischen Comic-Avantgarde mit afrikanischer Formensprache. Ihre Werke wurden im Rahmen von Ausstellungen nicht nur in Deutschland, sondern auch in Portugal, Frankreich, Italien, Belgien, Österreich und in der Schweiz gezeigt und in verschiedenen Ländern in Zeitschriften und Anthologien veröffentlicht.

2007 belegte Birgit Weyhe beim Wettbewerb des Fumetto-Festivals in Luzern mit dem Wettbewerbsthema Zukunft den 2. Platz und im Jahr 2009 in Linz beim Nextcomic-Festival den 1. Platz.

Im Auftrag des Goethe-Instituts veranstaltete Birgit Weyhe Workshops über ihre Arbeit in Montréal (Kanada), Montevideo (Uruguay) und Córdoba (Argentinien). 2012 nahm sie an einem mehrwöchigen Austauschprogramm des Goethe-Instituts für Comic-Künstler in São Paulo (Brasilien) teil. Das Goethe-Institut Polen empfiehlt Birgit Weyhes Graphic Novel Im Himmel ist Jahrmarkt als Unterrichtsmaterial zur Unterstützung beim Erlernen der deutschen Sprache und stellt es in einer didaktisch aufbereiteten Form auf seiner Homepage zum Download bereit.
Für ihr viertes Comic mit dem Titel Madgermanes, das sich mit dem Leben der ehemaligen DDR-Vertragsarbeiter aus Mosambik, den sogenannten Madgermanes, auseinandersetzt, wurde Birgit Weyhe am 4. Mai 2015 im Literaturhaus Stuttgart mit dem Comicbuchpreis der Berthold Leibinger Stiftung ausgezeichnet.
Dieser Preis wurde 2015 zum ersten Mal vergeben und ist mit 15.000 Euro der am höchsten dotierte deutsche Preis für Comics und Graphic Novels.
Der Preis ist ausdrücklich als Förderpreis konzipiert, der die Autorin bei der Fertigstellung des ca. 250 Seiten starken Buches unterstützen sollte. Der Band wurde 2016 im Avant-Verlag veröffentlicht und erhielt auf dem 17. Comic-Salon Erlangen die Auszeichnung als bester deutschsprachiger Comic beim Max-und-Moritz-Preis.
Im Dezember 2021 erhielt Weyhe ein mit 5.000 Euro dotiertes Lessing-Stipendium 2021 der Stadt Hamburg, das erstmals an eine Comicschaffende vergeben wurde. Beim Comic-Salon Erlangen 2022 wurde sie als beste deutschsprachige Comic-Künstlerin erneut mit einem Max-und-Moritz-Preis geehrt. 2023 wurde mit Weyhes Buch Rude Girl zum ersten Mal ein Comic für den Preis der Leipziger Buchmesse nominiert.

## Auszeichnungen
- 2007: 2. Platz beim Fumetto-Festival in Luzern
- 2009: 1. Platz beim Nextcomic-Festival in Linz
- 2015: Comicbuchpreis der Berthold Leibinger Stiftung für Madgermanes
- 2016: Max-und-Moritz-Preis des Comic-Salons Erlangen, Sparte „Bester deutschsprachiger Comic“, für Madgermanes
- 2021: Stipendium des Lessing-Preises der Freien und Hansestadt Hamburg
- 2022: Max-und-Moritz-Preis des Comic-Salon Erlangen, Sparte „Beste deutschsprachige Comic-Künstlerin“

## Werke (Auswahl)
- Ich weiß, MamiVerlag, Hamburg 2008.
  - Neuauflage im Avant-Verlag, Berlin 2017, ISBN 978-3-945034-66-8.
- Frozen Ititi, Auszug aus  Frozen Charly, MamiVerlag, Hamburg 2010, .pdf (herunterladbar)
- Reigen: Eine Erzählung in zehn Kapiteln, Avant-Verlag, Berlin 2011, ISBN 978-3-939080-57-2.
  - La Ronde: Une histoire en dix chapitres (französische Ausgabe von Reigen), Cambourakis, Paris 2013, ISBN 978-2-916589-97-8.
- Im Himmel ist Jahrmarkt, Johann Ullrich und Birgit Weyhe, Avant-Verlag, Berlin 2013, ISBN 978-3-939080-81-7.
- Madgermanes, Avant-Verlag, Berlin 2016, ISBN 978-3-945034-42-2.
- Sylvia Ofili: German Calendar No December. Zeichnungen von Birgit Weyhe. Avant-Verlag, Berlin 2018, ISBN 978-3-945034-84-2.
- Unterm Birnenbaum, Carlsen Verlag, Hamburg 2019, ISBN 978-3-551-71351-3.
- Lebenslinien. Avant-Verlag, Berlin 2020, ISBN 978-3-96445-031-9.
- Rude Girl, Avant-Verlag, Berlin 2021, ISBN 978-3-96445-068-5.
- Mit Hannah Brinkmann, Nathalie Frank, Michael Jordan, Julia Kleinbeck, Moritz Stetter, Barbara Yelin: Wie geht es dir?: 60 gezeichnete Gespräche nach dem 7. Oktober. Avant-Verlag, Berlin 2025, ISBN 978-3-96445-140-8.

## Ausstellungen (Auswahl)
- 2005: Ilustrarte: Biennial International Exhibition of Illustration, Barreiro, Portugal[13]
- 2008: Verlagshaus Der Spiegel, Hamburg
- 2008: BilBolBul - Festival Internationale di Fumetto, Bologna, Italien
- 2009: Les 48 heures de la bande dessinée de Montréal, Montréal, Kanada
- 2011: Comic Festival Montevideo, Uruguay
- 2011: Museo Municipal de Bellas Artes Dr. Genaro Pérez, Córdoba, Argentinien
- 2012: Druckdealer, Hamburg
- 2015: Madgermanes - Comicbuchpreis der Berthold-Leibinger-Stiftung, Literaturhaus Stuttgart
- Liste weiterer Ausstellungen auf der Homepage von Birgit Weyhe